# Nieuport-Delage NiD 640

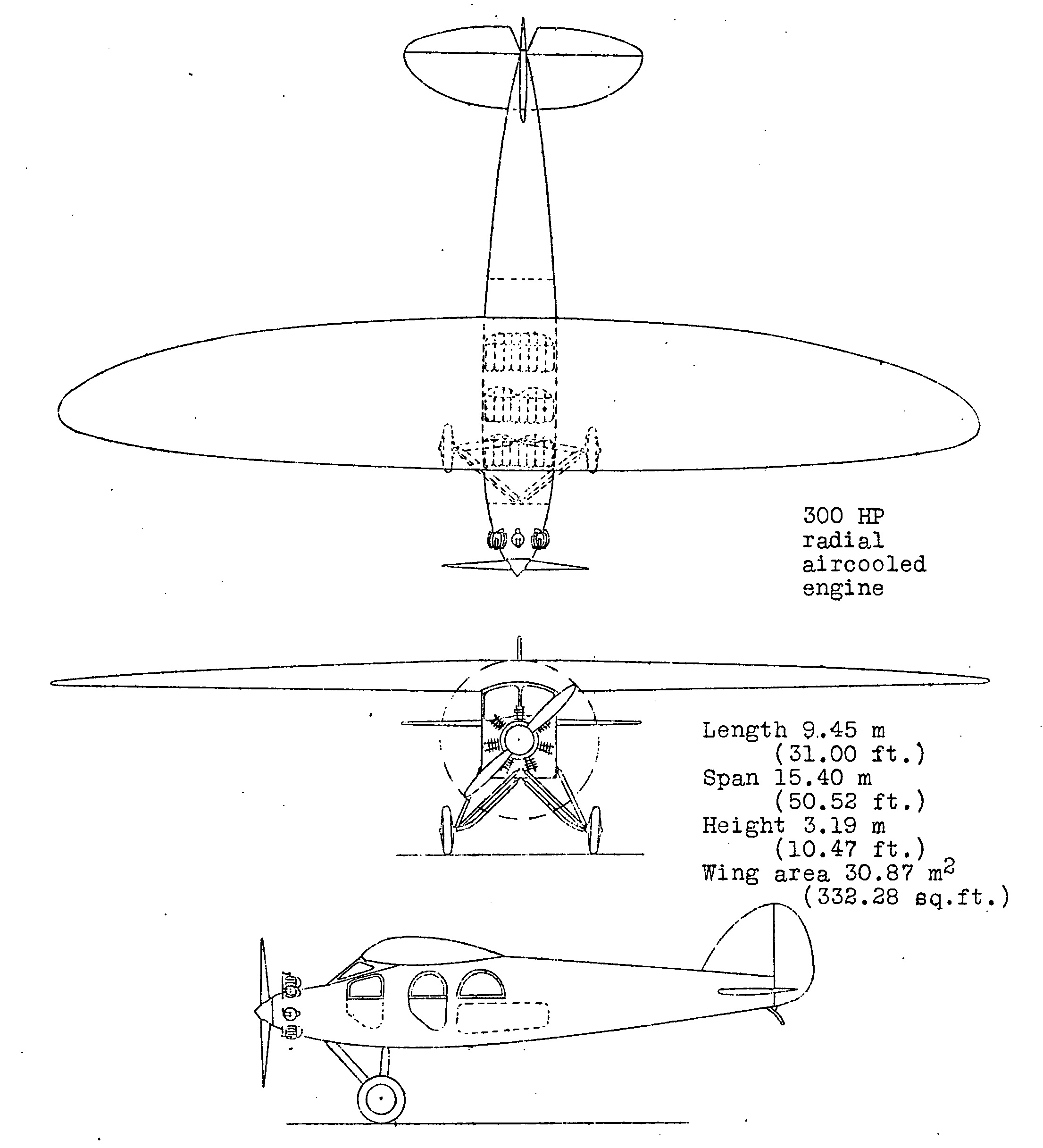
Desenho do Nieuport-Delage NiD 640 da NACA Aircraft Circular No.92

O Nieuport-Delage NiD 640 foi um avião comercial monoplano francês para quatro passageiros construído pela Nieuport-Delage.

## Projeto e desenvolvimento
O NiD 640 era um monoplano de asa alta, construído inteiramente em madeira e com um motor radial montado no nariz. A cabine de pilotagem fechada ficava à frente da asa e a cabine para quatro passageiros atrás. O NiD 640 utilizava um motor Wright J-5C com 220 hp (164 kW) de potência, seguido por doze aeronaves produzidas em série designadas NiD 641, que utilizavam um motor Lorraine 7M Mizar de 240 hp (179 kW). O NiD foi convertido para uma aeronave aeromédica e posteriormente recebeu o motor Mizar para adequar-se ao padrão do 641. Uma aeronave foi motorizada com um Armstrong Siddeley Lynx Major de 235 hp (175 kW) e designado NiD 642, mas não foi vendido e então sucateado. Sete aeronaves NiD 641 foram utilizadas pela Société des Transports Aériens Rapides (STAR), uma subsidiária da Nieport-Delage em voos cargueiros e de passageiros partindo de Paris.

## Variantes
NiD 640
Protótipo com um motor Wright J-5C de 220 hp (164 kW), uma aeronave construída e posteriormente convertida para 641.
NiD 641
Modelo de produção com um motor Lorraine 7M Mizar de 240 hp (179 kW), 12 aeronaves construídas.
NiD 642
Motorizada com um Armstrong Siddeley Lynx Major de 235 hp (175 kW), uma aeronave construída.

## Operadores
França
- Société des Transports Aériens Rapides